# سم الأفعى
سُم الأفعى هو لعاب مُعدل بكثافة والذي يحتوي على الزعاف والذي مهمته شل حركة الفريسة والمساعدة على هضمها، والدفاع ضد الأخطار المحتملة. يتم ضخه إلى جسم الضحية بعد اللدغة عن طريق الأنياب الداخلية، وبعض الحيوانات قادرة على البصق به أيضاً.
الغدد التي تفرز الزعاف هي تعديل للغدد النكافية اللعابية الموجودة في الفقاريات الأخرى، وعادة ما تكون موجودة على كل جانب من الرأس، أسفل العين وخلفها، ومغلفة في غمد عضلي. تحتوي الغدد على حويصلات هوائية كبيرة يتم فيها تخزين السم المركب قبل نقله عبر قناة إلى قاعدة أنياب المجرى أو أنبوبي يتم إخراجه من خلالها.

## روابط خارجية
- An overview of the diversity and evolution of snake fangs
- Snake Venoms
- قاعدة بيانات توجهات البروتينات في الأغشية families/superfamily-55 - Calculated orientations of snake venome toxins in the lipid bilayer
- قاعدة بيانات توجهات البروتينات في الأغشية families/superfamily-90 - Calculated orientations of snake venom phospholipases A2 and myotoxins in the lipid bilayer
- LD50's for most toxic venoms.
- Australian Venom Research Unit نسخة محفوظة 24 فبراير 2015 على موقع واي باك مشين. - a general source of information for venomous creatures in Australia
- biomedcentral.com - Medicinal and ethnoveterinary remedies of hunters in ترينيداد
- reptilis.net - How venom works
- snakevenom.net - Drying and storage of snake venom
- Jonassen I, Collins JF, Higgins DG؛ Collins؛ Higgins (أغسطس 1995). "Finding flexible patterns in unaligned protein sequences". Protein Sci. ج. 4 ع. 8: 1587–95. DOI:10.1002/pro.5560040817. PMID:8520485.{{استشهاد بدورية محكمة}}:  صيانة الاستشهاد: أسماء متعددة: قائمة المؤلفين (link)

- Shaw IC؛ Collins؛ Higgins (August 1995). "Chapter 19: Snake Toxins". Molecules of Death (ط. Second). Imperial College Press. ج. 4. ص. 329–344. DOI:10.1002/pro.5560040817. ISBN:1-86094-815-4. PMID:8520485. {{استشهاد بكتاب}}: تحقق من التاريخ في: |سنة= لا يطابق |تاريخ= (مساعدة)تحقق من التاريخ في: |year= / |date= mismatch